# Jeff Hendrick
Jeffrey "Jeff" Hendrick (ur. 31 stycznia 1992 w Dublinie) – irlandzki piłkarz grający na pozycji pomocnika w angielskim klubie Shieffield United, do którego jest wypożyczony z Newcastle United oraz w reprezentacji Irlandii.
Jest wychowankiem Derby County, w którym występował w latach 2010-2016. W latach 2016–2020 grał w Burnley, a w 2020 przeszedł do Newcastle United. W 2022 został wypożyczony do Queens Park Rangers. Były reprezentant kraju U-19 i U-21. Na początku 2013 roku zadebiutował w seniorskiej kadrze.

## Statystyki kariery
| Sezon   | Klub             | Kraj   | Rozgrywki      | Mecze | Bramki |
| ------- | ---------------- | ------ | -------------- | ----- | ------ |
| 2010/11 | Derby County     | Anglia | Championship   | 4     | 0      |
| 2011/12 | Derby County     | Anglia | Championship   | 42    | 3      |
| 2012/13 | Derby County     | Anglia | Championship   | 45    | 6      |
| 2013/14 | Derby County     | Anglia | Championship   | 29    | 4      |
| 2014/15 | Derby County     | Anglia | Championship   | 36    | 5      |
| 2015/16 | Derby County     | Anglia | Championship   | 43    | 2      |
| 2016/17 | Burnley          | Anglia | Premier League | 32    | 2      |
| 2017/18 | Burnley          | Anglia | Premier League | 34    | 2      |
| 2018/19 | Burnley          | Anglia | Premier League | 32    | 3      |
| 2019/20 | Burnley          | Anglia | Premier League | 24    | 2      |
| 2020/21 | Newcastle United | Anglia | Premier League | 22    | 2      |
| 2021/22 | Newcastle United | Anglia | Premier League | 3     | 1      |